# Jessentuki

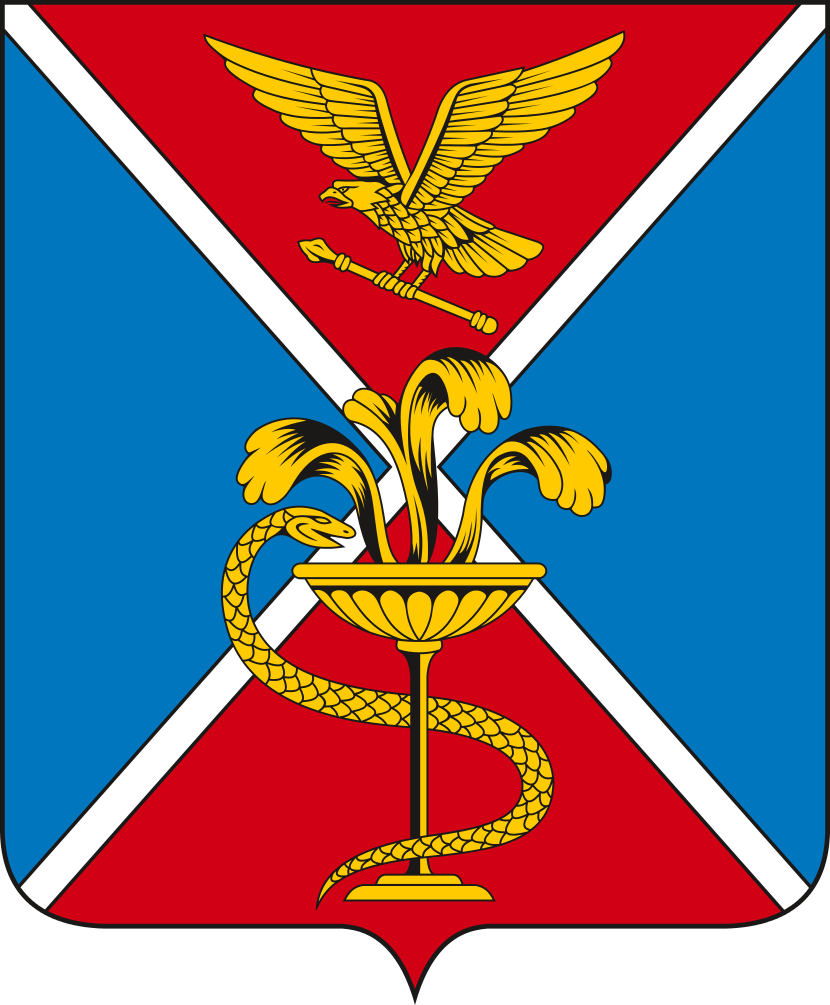
Jessentukis vapen.

Jessentuki (ryska Ессентуки́ ) är en stad i Stavropol kraj i Ryssland. Jessentuki, som grundades år 1825, hade 104 288 invånare i början av 2015. Staden är belägen strax väster om Pjatigorsk, och ett par mil nordost om Kislovodsk.